# Astoria Bydgoszcz (piłka nożna)
KS Astoria Bydgoszcz – sekcja piłki nożnej bydgoskiego klubu sportowego Astoria Bydgoszcz, założona w 1924 roku.

## Historia
Klub założyli 8 kwietnia 1924 r. przy Towarzystwie Powstańców i Wojaków, młodzi kolejarze związani z PKP Warsztatami Głównymi I klasy, którzy mieszkali w blokach przy ul. Grunwaldzkiej. Klub nazwano na cześć nowojorskiego hotelu Waldorf-Astoria. W swoim pierwszym meczu Astoria przegrała z Brdą Bydgoszcz 1:15. Piłkarze tego klubu w latach 1927-1939 grali w klasie B Pomorskiego Związku Okręgowego Piłki Nożnej. Największy sukces klub odniósł w sezonie 1931, kiedy to bezskutecznie grał w barażach o klasę A. Astoria przegrała wówczas w trójmeczu ze Starogardzkim KS.

## Sukcesy
- Wicemistrzostwo Bydgoszczy - 1931